# Ardeadactylus
Ardeadactylus (лат.) — род птерозавров из надсемейства Archaeopterodactyloidea подотряда Pterodactyloidea, известный по ископаемым остаткам из верхнеюрских отложений зольнхофенского известняка на юге Германии. Содержит единственный известный вид Ardeadactylus longicollum, который изначально относили к одному из видов Pterodactylus.

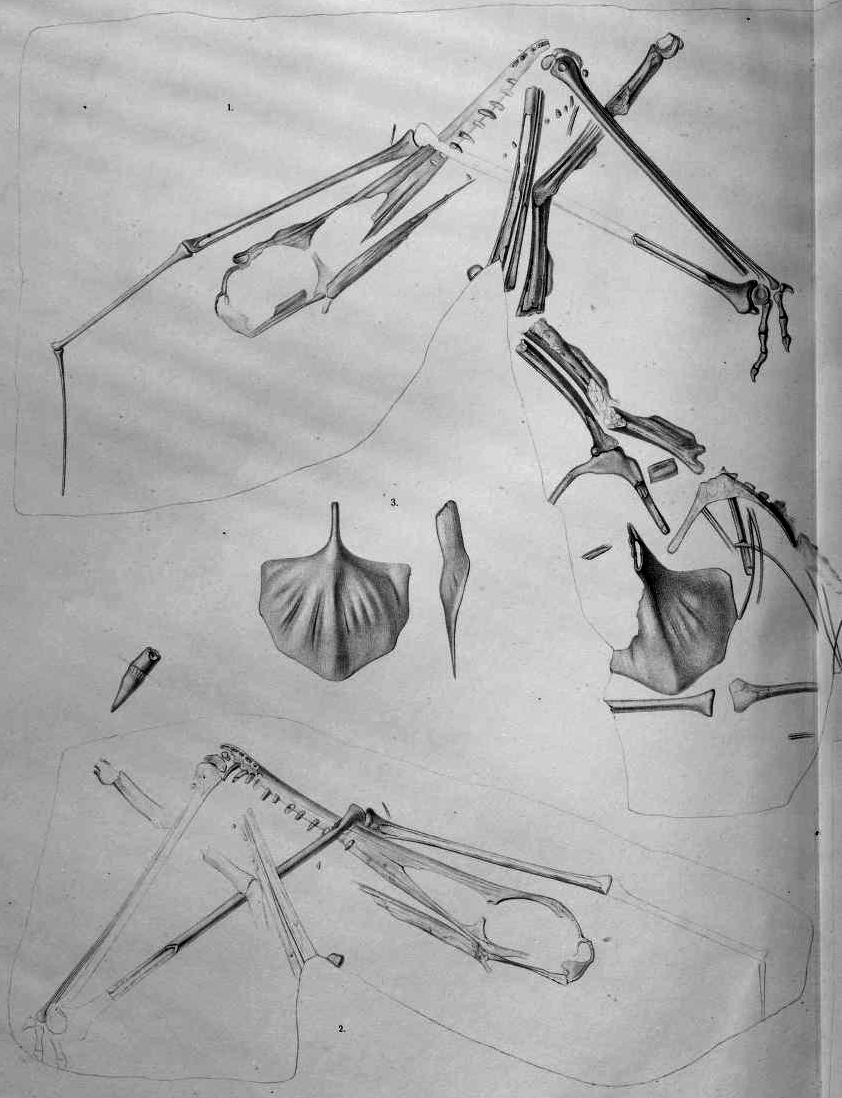
Иллюстрация утерянного голотипа 1860 года

В настоящее время известны только два существующих экземпляра: SMNS 56603 (ранее SMNS 5802), найденный в 1874 году в Нусплингене, изначально отнесённый к виду Pterodactylus suevicus (ныне Cycnorhamphus), и неотип вида, JME-SOS 2428, образец, находящийся в Юрском музее в Айхштете. Другие известные образцы, в том числе голотип, описанный Германом фон Майером, когда он назвал типовой вид Pterodactylus longicollum в 1854 году, были утеряны во время Второй мировой войны. Оригинальный голотип, состоявший из черепа, шеи и передней части торса, был найден возле Айхштета в 1853 году и приобретён профессором Людвигом Фришманом для Herzoglich Leuchtenbergische Naturalien-Kabinett. Утрата голотипа заставила Петера Велльнхофера назначить неотип в 1970 году. 
Название Ardeadactylus образовано от латинского слова ardea — «цапля» и греческого daktylos — «палец». Видовой эпитет longicollum переводится с латыни как «длинная шея». Название птерозавра характеризует его предполагаемый образ жизни — подобный цапле длинношеий ихтиофаг. Формой тела животное было похоже на Pterodactylus antiquus, но, возможно, было крупнее. Беннет (2013) оценил размах крыльев образца неотипа в 1,45 метра; упомянутый экземпляр из Юрского музея был примерно на 10 % больше. А. longicollum имел меньше зубов (15 в челюсти), чем P. antiquus, но зубы первого были крупнее, что может указывать на то, что он охотился на более крупных рыб, чем Pterodactylus.